# DuemilaUrgu
DuemilaUrgu è un album di Benito Urgu, realizzato in collaborazione con Pietro e Paolo Carrus, pubblicato nel 1998.

## Tracce
1. Peccau
2. Sarrana
3. Cubardegna
4. Fiorellini fritti
5. Caro presidente
6. P.T.Q.
7. L'isola
8. Era di sera
9. Peccau (Base musicale)
10. Sarrana (Base musicale)
11. Fiorellini fritti (Base musicale)

Testi e musiche di Benito Urgu, Pietro Carrus, Paolo Carrus e Salvatore Corazza, tranne Fiorellini fritti di Juan Luis Guerra.

## Musicisti
- Danilo Rea - piano
- Massimo Fumanti - chitarre
- José Ramon - tromba, percussioni, basso
- Edoardo Piloto - sax
- Salvatore Corazza - batteria
- Sandro Centofanti - tastiere
- Romolo Panico - fisarmonica
- Claudio Simonetti - masterizzazione